# ItaloBrothers
ItaloBrothers est un groupe de dance allemand, originaire de Nordhorn. Le groupe se compose de trois membres : Zacharias Adrian (également connu sous le nom de Zac McCrack), Christian Müller (également connu sous le nom de Kristian Sandberg), et Matthias Metten. Le groupe est principalement connu en Scandinavie et en Europe centrale, mais participe à des tournées en Europe de l'Est. Ils sont également membres au label Zooland Records.

## Biographie

### Débuts (2005-2008)
Le groupe est fondé en novembre 2005, après trois ans passés ensemble durant leur carrière musicale depuis 2003. Leur premier single officiel, The Moon, une chanson Italo dance est parue en juillet 2006 sur un EP de leur label Zooland intitulé Zooland Italo EP. En 2007, ils gagnent en popularité grâce à Moonlight Shadow, une reprise musicale du titre homonyme composé par Mike Oldfield en 1980, et une coopération avec le groupe allemand Tune Up! intitulé Colours of the Rainbow. En 2006 et 2007, ils font également paraître quelques remixes de chansons originellement composées par d'autres musiciens auxquelles ils ont réédité les chants sous le label Italobrothers New Voc Rmx. Leurs deux nouveaux albums Counting Down the Days, et Where Are You Now?, les popularisent en Europe.

### Succès commercial en Scandinavie (2009-2010)
Un nouveau single, So Small, une reprise de la chanson homonyme de Carrie Underwood, est publiée en novembre 2009. Il s'agit du seul single directement distribué sous format CD. Un autre album, Love is on Fire EP, en téléchargement, est distribué en mars 2010.
La chanson Stamp on the Ground, initialement parue en septembre 2009, devient la chanson officielle de la Russefeiring norvégienne en 2010. La chanson est néanmoins rééditée en Scandinavie, et devient un énorme succès, atteignant le Top 20 en Norvège et au Danemark. La chanson atteint également les classements musicaux suédois et suisse, et autrichiens. La chanson est certifiée disque d'or avec 15 000 exemplaires vendus au Danemark,.
À la suite du succès engendré par Stamp on the Ground, un album intitulé Stamp! est commercialisé en décembre 2010, contenant entre autres cinq nouvelles chansons. L'une de ces chansons, Upside Down semble être une reprise du titre Ja budu s Taboj de la chanteuse Reda. Son label DaTa Music engage des poursuites judiciaires contre la parution de cette musique, mais la fin de la procédure reste inconnue. Un nouveau single, intitulé Radio Hardcore est paru en décembre 2010, et récrée le même succès que Stamp on the Ground au Danemark.

### Nouveau style et succès en Europe centrale (depuis 2011)

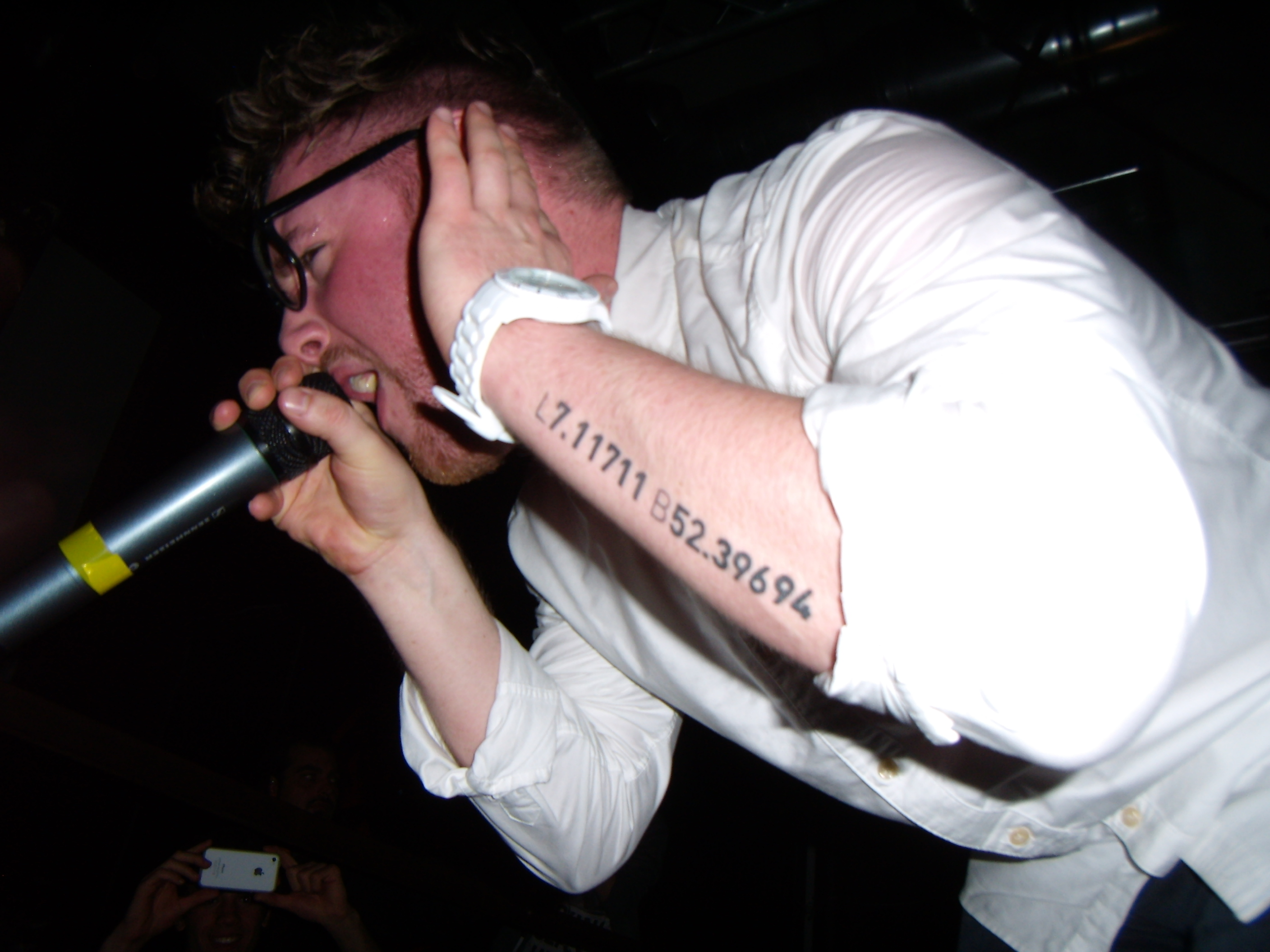
Matthias Metten, du groupe ItaloBrothers, sur scène en Italie à Reggio d'Émilie (mars 2012). Le tatouage sur son bras contient les coordonnées géographiques de la maison dans laquelle il a grandi, à Nordhorn, en Allemagne.

En mai 2011, une nouvelle chanson, Cryin' in the Rain est commercialisée, différant énormément du style musical habituel du groupe ; il s'agit d'une ballade accompagnée d'éléments house. Pour leur nouvel album, Boom, ils coopèrent avec le rappeur Carlprit. Pour la seconde fois, ItaloBrothers produit l'anthem officiel de la Russefeiring, cette fois intitulé Pandora 2012, paru le 13 avril 2012. Le 27 juillet 2012, le groupe fait paraître le single My Life Is a Party, une reprise musicale de la chanson Dragostea din tei du groupe O-Zone parue en 2004. La chanson atteint le Top 20 en Autriche, et parvient à atteindre la première place en Allemagne, leur pays d'origine, et en Suisse. La chanson est également classée en France et en Belgique. Une autre chanson intitulée This Is Nightlife, qui contient des éléments de la chanson ''Ecuador de Sash! parue en 1997, est mise en ligne sur YouTube le 13 mars 2013, et commercialisé comme single deux jours plus tard. La chanson recrée le succès en Allemagne, en Autriche, et atteint le Top 30 en Suisse.
Le groupe annonce une nouvelle chanson pour la Russefeiring, cette fois intitulée Luminous Intensity, officiellement commercialisée le 19 avril 2013. Le groupe fait paraître Up 'N Away le 28 mars 2014. Le single atteint la 64e place des classements musicaux en Suisse.

## Style musical
Le style musical général du groupe ItaloBrothers (sauf concernant My Life Is a Party et This Is Nightlife) est comparable à celui d'autres groupes et musiciens, principalement originaires d'Italie, comme Bloom 06, Prezioso, Floorfilla, Gigi D'Agostino, Gabry Ponte, Basshunter, ou à certaines parutions de DJ Manian, avec quelques influences Italo dance, handsup, et jumpstyle. Ils sont également souvent comparé à Scooter. Hormis cela, Cryin' In The Rain, My Life Is a Party et This Is Nightlife sont principalement influencés par la dance européenne orientée house et electro.

## Discographie

### Singles
| Date | Titre                                  | Meilleure position | Meilleure position | Meilleure position | Meilleure position | Meilleure position | Meilleure position | Meilleure position | Meilleure position | Meilleure position | Album                  |
| Date | Titre                                  | AUT                | BEL (Wa)           | DEN                | FIN                | GER                | FRA                | NOR                | SWE                | SWI                | Album                  |
| ---- | -------------------------------------- | ------------------ | ------------------ | ------------------ | ------------------ | ------------------ | ------------------ | ------------------ | ------------------ | ------------------ | ---------------------- |
| 2005 | The Moon                               | —                  | —                  | —                  | —                  | —                  | —                  | —                  | —                  | —                  | Stamp!                 |
| 2006 | Colours of the Rainbow (with Tune Up!) | —                  | —                  | —                  | —                  | —                  | —                  | —                  | —                  | —                  | Stamp!                 |
| 2007 | Counting Down the Days                 | —                  | —                  | —                  | —                  | —                  | —                  | —                  | —                  | —                  | Stamp!                 |
| 2009 | Stamp on the Ground                    | —                  | —                  | 14                 | —                  | —                  | —                  | 11                 | 53                 | —                  | Stamp!                 |
| 2010 | Love Is On Fire                        | —                  | —                  | —                  | —                  | —                  | —                  | —                  | —                  | —                  | Stamp!                 |
| 2010 | Radio Hardcore                         | —                  | —                  | 29                 | —                  | —                  | —                  | —                  | —                  | —                  | Stamp!                 |
| 2011 | Cryin' in the Rain                     | —                  | —                  | —                  | —                  | —                  | —                  | —                  | —                  | —                  | Single                 |
| 2011 | Boom (featuring Carlprit)              | —                  | —                  | —                  | —                  | —                  | —                  | —                  | —                  | —                  | Single                 |
| 2012 | Pandora 2012                           | —                  | —                  | —                  | —                  | —                  | —                  | —                  | —                  | —                  | Single                 |
| 2012 | My Life Is a Party                     | 18                 | 34                 | —                  | —                  | 43                 | 103                | —                  | —                  | 62                 | Single                 |
| 2013 | This Is Nightlife                      | 26                 | 25                 | 32                 | 16                 | 41                 | 24                 | —                  | —                  | 22                 | Single                 |
| 2013 | Luminous Intensity                     | —                  | —                  | —                  | —                  | —                  | —                  | —                  | —                  | —                  | Single                 |
| 2014 | Up 'N Away                             | 64                 | —                  | —                  | —                  | —                  | —                  | —                  | —                  | —                  | Single                 |
| 2014 | One Heart                              | —                  | 19                 | —                  | —                  | —                  | 57                 | —                  | —                  | —                  | One Heart - EP         |
| 2014 | P.O.D.                                 | —                  | —                  | —                  | —                  | —                  | —                  | —                  | —                  | —                  | P.O.D. / Let's Go - EP |
| 2014 | Let's Go                               | —                  | —                  | —                  | —                  | —                  | —                  | —                  | —                  | —                  | P.O.D. / Let's Go - EP |
| 2015 | Welcome To The Dancefloor              | —                  | —                  | —                  | —                  | —                  | —                  | —                  | —                  | —                  | Single                 |
| 2015 | Sleep When We're Dead                  | —                  | —                  | —                  | —                  | —                  | —                  | —                  | —                  | —                  | Single                 |
| 2015 | Kings & Queens                         | —                  | —                  | —                  | —                  | —                  | —                  | —                  | —                  | —                  | Single                 |
| 2016 | Generation Party                       | —                  | —                  | —                  | —                  | —                  | —                  | —                  | —                  | —                  | Single                 |
| 2016 | Summer Air                             | —                  | —                  | —                  | —                  | —                  | —                  | —                  | —                  | —                  | Single                 |
| 2017 | Sorry                                  | __                 | __                 | __                 | __                 | __                 | __                 | __                 | __                 | __                 | Single                 |
| 2018 | Looking Back Someday                   | __                 | __                 | __                 | __                 | __                 | __                 | __                 | __                 | __                 | Single                 |
| 2018 | Inside out                             | __                 | __                 | __                 | __                 | __                 | __                 | __                 | __                 | __                 | Single                 |
| 2018 | Till You Drop                          | __                 | __                 | __                 | __                 | __                 | __                 | __                 | __                 | __                 | Single                 |

### Maxi 45
- 2007 : Counting down the days

### Remixes
- 2006 : Cascada - Ready For Love
- 2006 : Cerla Vs. Manian - Jump
- 2007 : Floorfilla - Italodancer
- 2007 : Manian - Turn The Tide
- 2007 : Dan Winter & Mayth - Dare Me
- 2007 : Manian Feat. Aila - Heaven
- 2023 : Chipz - 1001 Arabian Nights